# Born (Marienmünster)

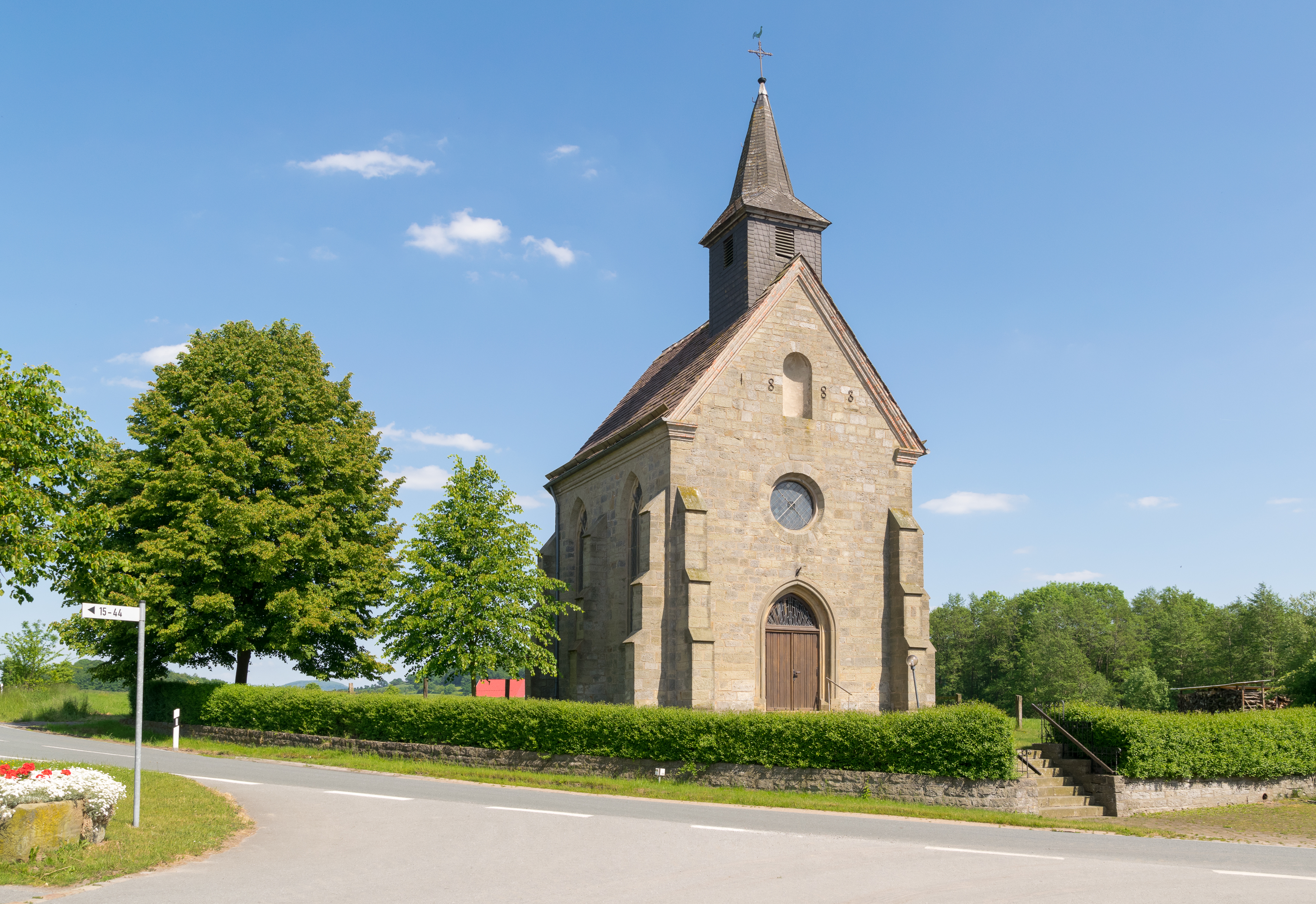
Kapelle am Ortsrand

Born ist ein Ortsteil der Stadt Marienmünster im Kreis Höxter, Nordrhein-Westfalen. In Born leben heute 99 Einwohner.
Born ist nach Einwohnern der zweitkleinste Ortsteil der Stadt Marienmünster und liegt zwischen den Dörfern Kollerbeck und Sommersell an der Grenze zum Kreis Lippe. Der Ortsteil wird von großen landwirtschaftlichen Hofstellen geprägt.

## Geschichte
Born hieß früher Elbrachtessen, Elbrechsen, Elbrexen und Elbexter und gehörte ehemals den Grafen von Schwalenberg, die im 13. Jahrhundert ihre dortigen Besitztümer dem Kloster Marienmünster verkauften oder schenkten. Es kam in der Folge zu diversen Streitigkeiten zwischen dem Kloster und den Herren von Oeynhausen, den Pfandherren der Oldenburg. Es ging dabei um die Schnatgrenze zwischen den Feldmarken der Oldenburg und Elbrachtessen. In einem Vergleich wurde 1554 festgelegt, dass die Bauern ihre Frondienste zur Hälfte auf der Oldenburg und zur anderen Hälfte auf dem Klostergut ableisten mussten. In alten Lehnsbriefen von 1565 erscheint die Ortsbezeichnung Borun mit dem Felde zu Elbrechtsen, woraus schließlich Born entstanden sein könnte.
Zu einem heftigen Konflikt kam es im 17. und 18. Jahrhundert zwischen den Bauern und dem Kloster Marienmünster. Der fast 100 Jahre andauernde Streit ging um Huderechte in der Bornschen Feldmark und wurde schließlich am 2. Juli 1774 durch das Hof- und Provinzialgericht zu Paderborn entschieden. Die Borner Bauern bekamen Recht und durften ihr Vieh ab Martini in der Feldmark weiden lassen und als Tränke den zum Kloster gehörenden Greventeich nutzen. Nach der Säkularisation des Klosters gelangte der Klosterhof in den Besitz der Gemeinde Born. 
Born gehörte seit dem Mittelalter zum paderbornisch-lippischen Samtamt Oldenburg. Der Ort fiel 1807 an das Königreich Westphalen und gehörte dort bis 1813 zum Kanton Vörden im Distrikt Höxter des Departements der Fulda. Nach der napoleonischen Niederlage kam Born 1813 zu Preußen und 1816 zum neuen Kreis Höxter, in dem die Gemeinde zum Amt Vörden gehörte.
Das 1817 errichtete Nebenzollamt an der Grenze zum Fürstentum Lippe wurde bereits 1818 wegen schlechter Wege wieder geschlossen. Im Jahr 1884 errichteten die Bewohner von Born eine Kapelle, die der Jungfrau Maria geweiht wurde.
Born wurde durch das Gesetz zur Neugliederung des Kreises Höxter vom 2. Dezember 1969 am 1. Januar 1970 mit den anderen zwölf Gemeinden des Amtes Vörden zur Stadt Marienmünster zusammengeschlossen.

## Politik
Der Ortsvorsteher von Born ist derzeit (2010) Thomas Johlen (CDU).